# Jānis Strēlnieks
Jānis Strēlnieks (Talsi, 1 de setembro de 1989) é um basquetebolista profissional letão que atualmente defende o Olympiacos Pireu na Liga Grega e Euroliga.